# Красноорловское
Красноорловское — село в Армизонском районе Тюменской области России. Административный центр Красноорловского сельского поселения.

## География
Село находится в южной части Тюменской области, в лесостепной зоне, в пределах Ишимской равнины, на перешейке между озёрами Большое Соловое и Малое Соловое, на расстоянии примерно 15 километров (по прямой) к востоку от села Армизонское, административного центра района. Абсолютная высота — 135 метров над уровнем моря.
Климат резко континентальный с теплым летом и суровой холодной зимой. Годовое количество осадков — 310 мм. Средняя температура января составляет −18,2 °C, июля — +18,1 °C.

### Часовой пояс
Село Красноорловское, как и вся Тюменская область, находится в часовой зоне МСК+2. Смещение применяемого времени относительно UTC составляет +5:00.

## Население
| 1989 | 2002 | 2010 |
| ---- | ---- | ---- |
| 625  | ↘414 | ↘391 |

Гендерный состав
По данным Всероссийской переписи населения 2010 года в гендерной структуре населения мужчины составляли 47,3 %, женщины — соответственно 52,7 %.
Национальный состав
Согласно результатам переписи 2002 года, в национальной структуре населения русские составляли 89 % из 414 чел.

## Инфраструктура
Действуют основная общеобразовательная школа с группой дошкольного образования, интернат, фельдшерско-акушерский пункт, дом культуры, библиотека, участковый пункт полиции, почтовое отделение, отделение Сбербанка, пожарное депо и четыре магазина.

## Улицы
Уличная сеть села состоит из десяти улиц и одного переулка.